# Écluse Saint-Pierre
L'écluse Saint-Pierre est une écluse double située à Toulouse, sur le canal de Brienne.

## Géographie
Elle est placée entre la Garonne et le canal de Brienne sur la commune de Toulouse dans la Haute-Garonne. Construite entre 1770 et 1776, elle se trouve à 1,5 km des Ponts-Jumeaux. C'est le point de départ et de jonction avec le canal latéral à la Garonne et le canal de Brienne.

## Histoire
L'écluse Saint-Pierre est une écluse double avec pont du XVIIIe siècle sur le canal de Brienne construite sur les plans de Joseph-Marie de Saget, elle permet l'alimentation en eau du canal latéral à la Garonne et sa jonction avec le canal du Midi.
L'écluse Saint-Pierre est inscrite au titre des monuments historiques par arrêté du 24 avril 1998.